# Škoda 19 cm Vz. 1904
Lo Škoda 19 cm Vz. 1904 era un cannone navale austro-ungarico impiegato durante la prima e la seconda guerra mondiale. Fu impiegato anche dalla Regia Marina e dal Regio Esercito italiani come cannone costiero e imbarcato, denominato cannone da 190/39.

## Storia
Questo cannone fu sviluppato dalla Škoda come armamento secondario per navi da battaglia ed incrociatori corazzati della k.u.k. Kriegsmarine. Sull'incrociatore SMS Sankt Georg il cannone era installato in cinque esemplari, dei quali quattro in casamatta corazzata ed uno su affusto a piedistallo a poppa. Le tre corazzate della classe Erzherzog Karl erano invece dotate di 8 armi in casamatta lungo le fiancate e 4 cannoni su due torri binate a centronave.
Dopo la fine della Grande Guerra, il SMS Sankt Georg e la SMS Erzherzog Ferdinand Max vennero consegnate in conto riparazioni di guerra al Regno Unito, mentre la SMS Erzherzog Karl e la SMS Erzherzog Friedrich furono trasferite dalla k.u.k. Kriegsmarine alla Francia na. Tra il 1920 ed il 1921 queste navi (tranne la Erzherzog Karl) vennero trasferite in Italia per essere demolite.
I cannoni da 190/39 furono recuperati e 12 vennero impiegati su installazione a piedistallo nelle batterie costiere antinave rimanendo in servizio per tutta la seconda guerra mondiale. In particolare la MILMART gestiva due batterie da 2 pezzi da 190 ciascuna: la Batteria Cappa di Pola e la Caracciolo di Napoli. Il XXX Raggruppamento Artiglieria da Posizione Contraerei del Regio Esercito schierava invece due batterie da 4 pezzi ciascuna nei pressi di Tripoli, una a Gargaresh ed una a Sidi Azus. Durante l'ultima guerra due torri binate da 190 mm armarono anche il pontone armato GM 269, con le quali fece fuoco durante il bombardamento navale di Genova del 1941.

## Tecnica
La canna era in acciaio su culla elastica a manicotto, con otturatore orizzontale. Impiegava una munizione a cartoccio proietto, del peso di 97 kg. La bocca da fuoco era incavalcata su un affusto a piedistallo con scudatura semicircolare che si adattava alla cannoniera della casamatta della nave. Questi affusti, a puntamento manuale tramite volantini, avevano un settore di elevazione da -3° a +20° ed un brandeggio di 60° per lato. L'installazione navale a piedistallo scudato del Sankt Georg brandeggiava invece di 150° per lato, mentre in quella in torretta binata ed in quella terrestre era di 360°.